# Barbara Spofford Morgan
Barbara Spofford Morgan (Nova Iorque, 15 de julho de 1887 – Canaan, 1º de abril de 1971) foi uma educadora norte-americana, ensaísta sobre religião e especialista em testes mentais.

## Primeiros anos e educação

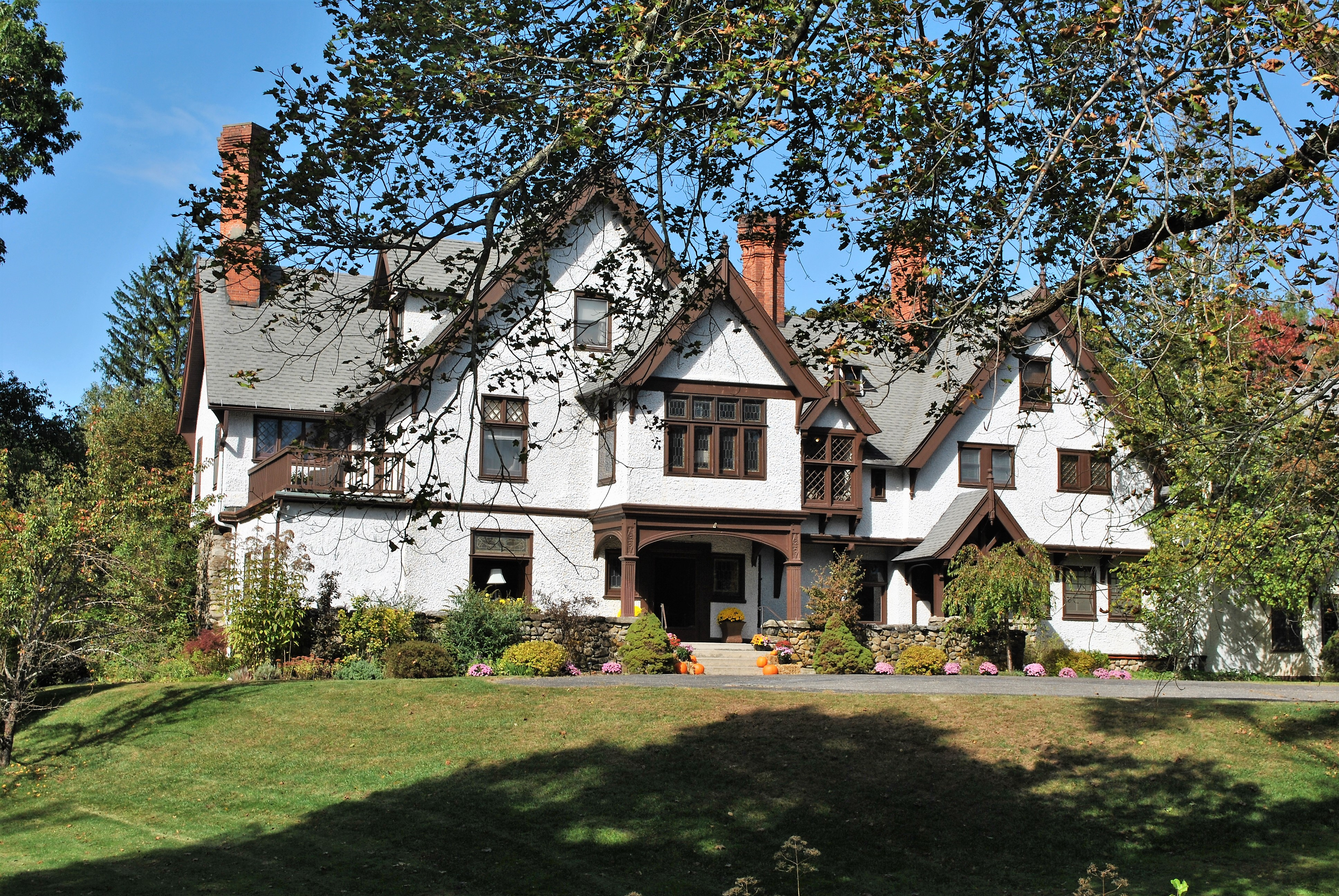
The Alders (atual Manor House), em Norfolk, Connecticut

Barbara Spofford nasceu em 15 de julho de 1887, na cidade de Nova Iorque. Foi filha de Charles Ainsworth Spofford, diretor da Northern Pacific Railway, e de Ellen Boardman. Eles se mudaram para Norfolk, em Connecticut, para dar um ambiente melhor à filha, e em 1898, construíram The Alders (hoje conhecida como Manor House), uma mansão vitoriana em estilo Tudor, projetada por EK Rossiter. Mais tarde, Barbara e Shepard Morgan viveram em Mountain Road, Norfolk. Spofford era neta de Ainsworth Rand Spofford, bibliotecário do Congresso dos Estados Unidos entre os anos de 1864 a 1897.
Ela foi escolarizada na Miss Spence's School, na cidade de Nova Iorque, e depois frequentou a Wycombe Abbey School, na Inglaterra, onde seu pai trabalhava em uma comissão governamental. Em 1905, ela foi apresentada na corte na presença do rei Eduardo VII do Reino Unido e da rainha Alexandra da Dinamarca. Morgan frequentou a Universidade Técnica de Darmstadt na Alemanha, e em 1909 no Bryn Mawr College. Depois da faculdade, ela fez uma viagem mundial.

## Carreira
Em 20 de fevereiro de 1912, ela se casou com Shepard Ashman Morgan (1884-1968), presidente do Chase National Bank e autor de The History of Parliamentary Taxation in England and Reminiscences of Shepard Ashman Morgan (1950). Os Morgans eram membros do Jekyll Island Club, um refúgio sulista para os milionários da América.
Em 1926, enquanto seu marido era conselheiro econômico e posteriormente diretor financeiro do Escritório de Pagamentos de Reparações em Berlim, na Alemanha, ela se matriculou na Universidade Wilhelm Friedrich, onde recebeu o grau de Doutorado em Filosofia em 1928, a primeira mulher norte-americana para alcançar tal distinção. Sua tese de doutorado foi The Individual in American Education.
Morgan foi a autora de The Backward Child, a Study of the Psychology and Treatment of Backwardness; A Practical Manual for Teachers and Students (1914), Friendly Shepherdess (1933), Individuality in a collective world (1935), Skeptic's search for God (1947) (reeditado em 1949 como Man's restless search). Ela também contribuiu com artigos para The Atlantic, North American Review, e The Baltimore Sun.

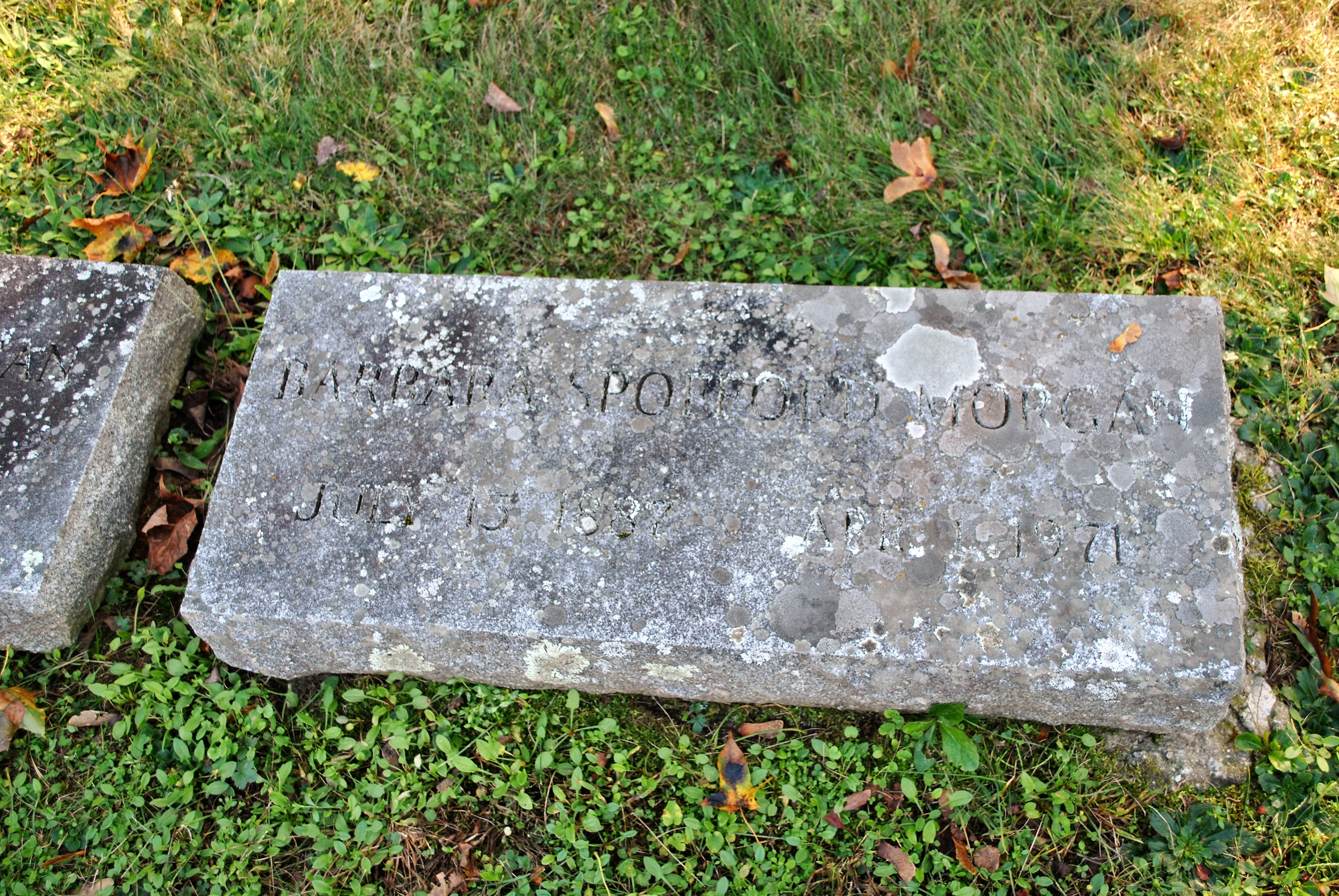
Túmulo no Cemitério Norfolk Center

De 1910 a 1911, dirigiu a clínica psicológica do Instituto Neurológico de Nova Iorque. Em 1911, ela apareceu em um artigo de página inteira no The New York Times: "Ensinando às crianças atrasadas seu ABC dançando, onde os métodos comuns falham, a Srta. Barbara Spofford recorre a um novo plano próprio para incutir o alfabeto nas mentes dos jovens." De 1916 a 1918 ela deu aulas sobre testes mentais na Universidade de Nova Iorque, e entre 1914 a 1920 ela teve um consultório particular em testes mentais na cidade de Nova Iorque.
Morgan foi governadora da Liga Municipal Feminina, trabalhadora de campo da Liga Civil Norte-Americana para imigrantes e ativista em benefício do Hospital Randalls Island para Deficientes Mentais. Ela foi curadora da Associação de Educação Pública e governadora do Cosmopolitan Club.

## Últimos anos
Em 1970, ela doou The Papers of Ainsworth Rand Spofford para a Biblioteca do Congresso. Morgan morreu em 1.º de abril de 1971, em Canaan, Connecticut.